# 退化の改新
『退化の改新』(Now It Can Be Told: DEVO at the Palace 12/9/88)は、アメリカのロックバンド、ディーヴォ（DEVO）が1988年12月9日にハリウッドThe Palaceで開催した公演の模様を収めたライブ・アルバム。1989年8月25日に、アルファレコード／ENIGMA RECORDよりリリースされた。

## 背景
1988年12月9日にハリウッドThe Palaceで行われたディーヴォのライヴの模様が収録されている。ライヴではアルバム『トータル・ディーヴォ』に収録されている楽曲も披露したが、CD化にあたり「Pity You」、「Beautiful World」の2曲はカットされている。ライブのミキシングはBiff Dawesが担当した。また、音源化にあたりメンバーであるジェラルド・キャセール、ボブ・マザーズボウがミキシングを担当した。

## 批評
| 専門評論家によるレビュー | 専門評論家によるレビュー |
| レビュー・スコア         | レビュー・スコア         |
| 出典                     | 評価                     |
| ------------------------ | ------------------------ |
| All Music                | 肯定的                   |
| CDジャーナル             | 否定的                   |

- 音楽情報サイト『CDジャーナル』では、ライヴの模様に関して「かつてのテクノ・サウンドの意義を認めるのに吝かではないものの、今こういう音を改めて聴かされてもねえ」と評価し、サウンドに関しては「クールと言われりゃそれまでだが、全編熱のない事夥しく、観客がどうして盛り上がるのかはまったくもって理解不能」と否定的に評価している。

## 収録曲
| 全編曲: DEVO。 |                                                               |                                     | |       |
| #              | タイトル                                                      | 作詞                                | 作曲 | 時間  |
| 1.             | 「Jocko Homo (acoustic version)」                             | Mark Mothersbaugh                   | Mark Mothersbaugh                                                                                               | 3:51  |
| 2.             | 「It Doesn't Matter to Me」                                   | Mark Mothersbaugh                   | | 2:52  |
| 3.             | 「Going Under」                                               | Mark Mothersbaugh、Gerald Casale    | Mark Mothersbaugh、Gerald Casale                                                                                | 4:17  |
| 4.             | 「Working in a Coal Mine」                                    | Allen Toussaint                     | Allen Toussaint                                                                                                 | 3:59  |
| 5.             | 「Happy Guy」                                                 | Mark Mothersbaugh、Gerald Casale    | | 3:22  |
| 6.             | 「That’s Good」                                               | Mark Mothersbaugh、Gerald Casale    | | 3:31  |
| 7.             | 「Jerkin' Back 'n' Forth」                                    | Mark Mothersbaugh、Gerald Casale    | | 3:05  |
| 8.             | 「Girl U Want」                                               | Mark Mothersbaugh、Gerald Casale    | | 3:02  |
| 9.             | 「Whip It」                                                   | Mark Mothersbaugh、Gerald Casale    | | 2:37  |
| 10.            | 「Baby Doll」                                                 | Mark Mothersbaugh、Gerald Casale    | | 3:53  |
| 11.            | 「(I Can't Get No) Satisfaction」                             | Mick Jagger、Keith Richards         | Mick Jagger、Keith Richards                                                                                     | 3:36  |
| 12.            | 「Uncontrollable Urge」                                       | Mark Mothersbaugh                   | | 3:28  |
| 13.            | 「Gut Feeling」                                               | Mark Mothersbaugh、Bob Mothersbaugh | | 3:13  |
| 14.            | 「Gates of Steel」                                            | Mark Mothersbaugh、Gerald Casale    | | 3:46  |
| 15.            | 「Somewhere With Devo (Suite includes〜SHOUT、Disco Dancer)」 |                                     | - Leonard Bernstein and Stephen Sondheim（Somewhere） - Mark Mothersbaugh、Gerald Casale（SHOUT、Disco Dancer） | 11:20 |
| 合計時間:      | 合計時間:                                                     | 合計時間:                           | 合計時間: | 59:52 |

## 曲解説
1. JOCKO HOMO (acoustic version)
アルバム『頽廃的美学論 (Q:Are We Not Men? A:We Are Devo!)』より。
アコースティックギターを用いた遅めのバージョンで演奏されている。
2. IT DOESN'T METTER TO ME
本ライブ時のオリジナル曲。
後年に発表されたベスト『Pioneers Who Got Scalped: The Anthology』に収録された。
3. GOING UNDER
アルバム『ニュー・トラディショナリスツ』より。
原曲とは若干遅いテンポのアレンジで演奏された。
4. WORKING IN THE COAL MINE
アルバム『ニュー・トラディショナリスツ』より。
アラン・トゥーサンの楽曲のカヴァー。
5. HAPPY GUY
アルバム『トータル・ディーヴォ』より。
6. THAT’S GOOD
アルバム『オー・ノー!イッツ・ディーヴォ』より。
7. JERKIN'BACK’N’FORCE
アルバム『ニュー・トラディショナリスツ』より。
8. GIRL U WANT
アルバム『欲望心理学』より。
9. WHIP IT!
アルバム『欲望心理学』より。
10. BABY DOLL
アルバム『トータル・ディーヴォ』より。
11. (I CAN'T GET NO) SATISFACTION
アルバム『頽廃的美学論 (Q:Are We Not Men? A:We Are Devo!)』より。
12. UNCONTROLLABLE URGE
アルバム『頽廃的美学論 (Q:Are We Not Men? A:We Are Devo!)』より。
13. GUT FEELING
アルバム『頽廃的美学論 (Q:Are We Not Men? A:We Are Devo!)』より。
14. GATES OF STEEL
アルバム『欲望心理学』より。
15. SOMEWHERE WITH DEVO〜SHOUT and DISCO DANCER
「SHOUT」はアルバム『シャウト』、「DISCO DANCER」はアルバム『トータル・ディーヴォ』より。(シングル『Disco Dancer』のバージョンで披露された。)
2曲に挟まれる形で演奏される『SOMEWHERE」は、ミュージカル映画「ウエスト・サイド物語」の楽曲カヴァー。

## 参加ミュージシャン
- DEVO
  - マーク・マザーズボウ
  - ジェラルド・キャセール
  - ボブ・マザーズボウ
  - ボブ・キャセール
  - ディビッド･ケンドリック

- BIFF DAWES - スペシャル・オーディオ・エフェクト

## リリース履歴
本稿では日本リリース盤のみの履歴とする。
| No. | 日付          | 国名 | レーベル                 | 規格 | 規格品番 | 最高順位 | 備考         |
| --- | ------------- | ---- | ------------------------ | ---- | -------- | -------- | ------------ |
| 1   | 1989年8月25日 | 日本 | アルファレコード／ENIGMA | CD   | 29B2-51  |          | 初回限定生産 |